# Dub letní U Vesteckých
Dub letní U Vesteckých je památný strom, který roste v Praze 4 jihovýchodně od Kunratic v lokalitě U Vesteckých v poli při vodoteči.

## Parametry stromu
- Výška (m): 17,0
- Obvod (cm): 359
- Ochranné pásmo: ze zákona
- Datum prvního vyhlášení: 18.08.1999[1][2]
- Odhadované stáří: 195 let (k roku 2016)[3]

## Popis
Strom dosahuje nadprůměrného vzrůstu a věku a je krajinnou dominantou. Má statný kmen a rozložitou korunu bohatě větvenou do všech stran. Jeho zdravotní stav je velmi dobrý.

## Historie
Dub byl vysazen kolem roku 1820. Roste u Olšanského potoka u cesty z Kunratic do Vestce na hranici katastrů těchto obcí. V jeho okolí je rovinatá a zemědělsky obdělávaná krajina; pěstují se zde jahody.

## Památné stromy v okolí
- Dub letní v Kunratické bažantnici (Lišovická)
- Dub letní v Kunratické bažantnici
- Lípa u brány zámeckého parku v Kunraticích
- Lípa u kostela sv. Prokopa v Hrnčířích

## Turismus
Okolo dubu vede turistická značená trasa  6122 od metra C-Roztyly přes Kunratice do Průhonic.